# Mimí Derba
María Herminia Pérez de León, genannt Mimí Derba, (* 1893 in Mexiko-Stadt; † 10. Juli 1953 ebenda) war eine mexikanische Filmschauspielerin, Filmregisseurin, Filmproduzentin und Drehbuchautorin. 

## Leben
Sie war eine wichtige Persönlichkeit des frühen mexikanischen Films. Zusammen mit Enrique Rosas gründete sie die Filmproduktionsgesellschaft Azteca Films, die fünf Filme produzierte. 1917 spielte Mimí Derba in En defensa propia mit, dem ersten in der mexikanischen Hauptstadt gedrehten Langfilm. Bei dem im selben Jahr gedrehten Film La tigresa war sie die Regisseurin, womit sie die erste Frau in Mexiko war, die bei einem Film Regie führte. Viele Quellen gehen aber davon aus, dass die technischen Aspekte von Enrique Rosas übernommen wurden. Nachdem Mimí Derba in den 1920er-Jahren nicht als Schauspielerin aktiv gewesen war, kehrte sie 1932 in Santa auf die Leinwand zurück. Bis zu ihrem Tod spielte sie in weiteren Filmen. Am 10. Juli 1953 verstarb sie im Alter von 60 Jahren.

## Filmografie
Als Schauspielerin:
- 1917: En defensa propia
- 1917: La soñadora
- 1917: Alma de sacrificio
- 1917: En la sombra
- 1919: Dos corazones
- 1932: Santa
- 1935: Sor Juana Inés de la Cruz
- 1936: Mujeres de hoy
- 1938: Refugiados en Madrid
- 1939: Café Concordia
- 1940: El secreto de la monja
- 1942: El baisano Jalil
- 1943: Flor silvestre
- 1943: La hija del cielo
- 1943: Adios mi chaparrita
- 1943: La razón de la culpa
- 1944: La trepadora
- 1944: México de mis recuerdos
- 1945: Lo que va de ayer a hoy
- 1945: Toda una vida
- 1945: La hora de la verdad
- 1946: por un amor
- 1946: Cásate y verás
- 1947: Fantasía ranchera
- 1948: Ustedes, los ricos
- 1949: La hija del penal
- 1949: El abandonado
- 1950: La loca de la casa
- 1950: Nosotras, las taquígrafas
- 1951: Historia de un corazón
- 1951: ¡Ay amor… cómo me has puesto!
- 1952: Sangre en el barrio
- 1953: El plebeyo
- 1953: Dos tipos de cuidado

Als Produzentin:
- 1917: La soñadora
- 1917: La tigresa
- 1917: Alma de sacrificio
- 1917: En defensa propia
- 1917: En la sombra

Als Regisseurin:
- 1917: La tigresa

Als Drehbuchautorin:
- 1917: En defensa propia
- 1917: La soñadora